# Богданов, Евгений Николаевич
Евгений Николаевич Богданов (24 июня 1940, Варгаши, Челябинская область — 19 февраля 2011, Москва) — русский советский писатель.

## Биография
Евгений Николаевич Богданов родился 24 июня 1940 года в семье педагогов в посёлке станции Варгаши Варгашинского сельсовета Варгашинского района Челябинской области, ныне посёлок городского типа Варгаши — административный центр Варгашинского муниципального округа Курганской области.
После окончания семилетки поступил в Свердловский машиностроительный техникум. Проучившись год, пришёл к выводу, что выбор сделан ошибочно. Вернувшись домой, устроился учеником фрезеровщика на завод и поступил в вечернюю школу. Работал плотником, токарем, геологом, заведующим библиотекой на колёсах.
Будучи рабочим, писал заметки в варгашинскую районную газету «Маяк», после окончания школы работал в ней литсотрудником. Писать о людях, не познав жизни, сложно, поэтому Евгений Богданов решил поехать на Север. Устроился пионервожатым в детдом в посёлке Кушеват Шурышкарского района Ямало-Ненецкого автономного округа, а после его ликвидации работал геодезистом. И здесь продолжал писать. Рассказы публиковались в «Тюменском комсомольце».
Любовь к литературе привела его в 1961 году в Литературный институт им. Горького, после окончания которого он получил направление в журнал «Советская литература» на японском языке. Позже работал в журналах «Сельская молодёжь» и «Дружба народов», в газете «Литературная Россия».
С 1975 года член Союза писателей СССР, членский билет получил в 1976 году. С 1978 года — сугубо на творческой работе. Лауреат Всесоюзных литературных конкурсов — имени Николая Островского (1974), «Литературной газеты», премий журнала «Наш современник», газет «Известия», «Неделя».
Евгений Николаевич Богданов умер 19 февраля 2011 года в городе Москве. Похоронен на Калитниковском кладбище муниципального округа Таганский Центрального административного округа города Москвы.

## Творчество
В разные годы публиковал романы, повести, рассказы и очерки в журналах «Новый мир», «Дружба народов», «Москва», «Наш современник», «Молодая гвардия», «Огонёк», «Литературное обозрение», «Театр», «Проза», «Лепта», «Смена», «Сельская молодёжь», «Советская литература», «Континент» (Франция) и др.; в газетах «Литературная газета», «Литературная Россия», «Советская Россия», «Известия», «Неделя», «Вечерняя Москва», «Труд», «Гудок» и др.
Творчество Евгения Богданова ─ в традициях русской классической сюжетной прозы. Языком сочным, живым, в движении и развитии, вобравшим в себя элементы нового, он создал целую галерею лиц, характеров на фоне примет времени. Как пишет критик Ю. Лопусов:
«Е. Богданов идет к прозе от очерка. Отсюда пристальное внимание к реальному факту жизни, стремление к максимальной точности. Его проза жизненно достоверна и убедительна. Каждый эпизод, каждая деталь прописаны отчетливо и легко просматриваются в контексте художественного замысла, словно камешек в прозрачной воде».
Сюжеты рассказов и повестей Е. Богданова всегда, если так можно выразиться, с заковыкой, с изюминкой. Через сюжетный ход и проявляются характеры со своими слабостями, неожиданностями, причудливостью… Критик отмечает:
«На малой площади рассказа или очерка Е. Богданов умеет полно раскрыть своего героя и идею, владеющую им. Более всего писателя занимает ситуация парадоксальная, Тогда он совмещает на нескольких страницах настроение и характер и событие, которые в слиянии своем высекают искру глубокого сочувствия герою, заставляют горячо принять мысль сюжета.
Талант Богданова — веселый, подчас озорной. В любой ситуации он увидит, разглядит и нас заставит рассмотреть трепетно изливающуюся радость бытия простой, не всегда легкой жизни. Нельзя сказать, что писатель снисходителен к человеку — просто он редко пишет зло в чистом виде. К нему и его носителям он относится с нескрываемой брезгливостью».
На круглом столе «Литература на рубеже веков», состоявшемся в Союзе писателей России в апреле 2001 года, критик, профессор Литинститута М. Лобанов говорил:
Евгений Богданов в «Облаве» повествует о нашей нынешней жизни самими судьбами своих героев. Его героев из «бывших». Бывший музыкант, бывший научный работник, бывший профессор-историк, бывшие труженики — мастера своего дела и т. д. Все в прошлом, а в настоящем в «Демократической России» — они же, вышвырнутые из жизни, ставшие нищими, бомжами, жертвами рыночного разбоя. Заглавный рассказ «Облава» — об облаве омоновцами «всякой мрази» из тех самых «бывших» в запрещенной стихийной торговле — воспринимается как облава «дерьмократами» целого народа, не принявшего человеконенавистнические реформы… Рассказы Евгения Богданова — свидетельство того, как социальная взрывная сила может быть выражена в «тихой» форме. И все социальное в литературе — это обвинительный акт нынешнему режиму, построенному на многочисленных человеческих жертвах.
Вот что пишет о книгах Е. Богданова известный литературовед Лев Аннинский:
Поначалу кажется, что Евгений Богданов разрабатывает шукшинскую тему… Обиходное безумие, взрывающееся от тайной, невидимой миру, праведной страсти; добро, выворачивающееся в кураж и злость; расшатанная, детски неустойчивая, готовая обидеться душа. Шукшинские мотивы.
Впрочем, вот и разница. Шукшинский герой заводился безоглядно, он в „штопор“ входил, пер до конца, не зная никакой неправоты своей. Богдановский герой мягче. В отличие от шукшинского этот смутно чувствует вину. Он готов и покаяться, готов отсидеть „десять суток“, он не рад, что его несет „не туда“. Хотя несет его — непременно… Жизнь, прожитая „не так“ — лейтмотив Богданова. И это уже не совсем шукшинский поворот… Все привычно: служба, треп коридорный, хамство в магазине, накатанный за годы распорядок. И вот — бунт: прорвать! Послать все это! Выломиться! Куда? Возникает миражный образ артистического кафе, где за столиками сидят избранные, острят, читают стихи… по сути-то такие же неудачники, графоманы, нищие гении, ищущие друг друга в надежде пристроить сценарий, сшибить пятерку, пустить пыль в глаза, зацепиться… О, это не шукшинский мир. Медленно стервенеющий интеллигент, зажатый бытом, ненавидящий богему и все-таки поддающийся её миражу, — это уж скорее трифоновское…

Богданов и здесь ищет свой поворот; он озабочен не крушением идеалов у этих людей и не самой обыденщиной, в которой эти люди теряют идеалы, — Богданов переживает „слом линии“, механику потери… Богданов описывает это с тонким юмором; в нем нет тяжелой трифоновской тоски, как нет и заполошной шукшинской азартности — он мягче. Мягче, добрее, терпимее. Недаром пытается объединить, объять такие несводимые в общем-то концы реальности. Жалеет Богданов людей, хочет понять тех и этих, сочувствует всем… Это и есть сокровенная дума Евгения Богданова: жизнь, сдвигающаяся с мест, сползающая с рельсов».
В конце 1980-х гг. среди читателей пользовался большой популярностью роман Е. Богданова «Группа риска», опубликованный в тогдашнем модном журнале «Дружба народов». Критика писала о романе:
Нарушив все, что можно было нарушить, пройдясь с литературщиной в обнимку, Евгений Богданов, как мне думается, все же написал произведение интересное, произведение, у которого будет читатель. Будет уже потому, что любит широкий наш читатель повествования, взращенные из зерен физиологических очерков. „Предмет занимателен и важен, требует большого таланта, наблюдательности и большого умения писать“, — проницательно отметил еще Белинский, размышляя о необходимости и достоинствах изображения повседневности в физиологических очерках. Читателю интересна повседневность, обработанная литературно. Это не просто зеркало, это своего рода исповедь — вновь переживаешь подобное тому, что уже пережила собственная душа… А Богданов „уменьем писать“ владеет…
Но мы все, сограждане, — группа риска и в том смысле, который не исчезнет, если даже в минуты, когда пишутся эти строки, кто-то изобрел чудесное лекарство от СПИДА. Душу таблеткой не вылечишь.
Об этом и хотел сказать Евгений Богданов. И, презрев литературные законы, сказал. Что же до собственно литературных уроков, то я бы пока воздержался от приговоров. Новое в художественном языке складывается медленно, с многими противоречиями. Кто знает, может быть залихватская условность композиции в сочетании с физической осязаемостью подробностей даст когда-то произведение удивительной гармоничности и красоты. Только, думаю, это случится не раньше, чем мы выведем себя из группы риска.

И последнее. Е. Богданов, писатель Богданов, — рисковал. Рисковал, как сказали бы его персонажи, по-крупному… Может быть вновь, как не раз у Богданова, „в лоб“. Но ведь — по жизни. По нашей жизни».
Но не всегда критика была комплиментарной. Наталья Иванова, например, не приняла роман:
Сколько же мы встречали и продолжаем встречать этого дикарства в нашей прозе… Использовалось, насиловалось искусство и „для политических мимобежных нужд, для ограниченных социальных“. В том числе — увы, и в минувшем году. В „Дружбе народов“ увидела свет „Группа риска“ Е. Богданова, проза именно такого разряда. Все в ней как будто нарочно собрано: и для „обличения“, и для „развлечения“ одного и того же слоя. Какого? Да именно того, о котором в ней речь ведётся. Для слоя людей „группы риска“, нуворишей, спекулянтов, зажиревшей „обслуги“. Бойкое сочинение это с детективным привкусом вроде бы разоблачает их н р а в ы — но в то же время чуть ли не с удовольствием описывая образ жизни социально непутевых героев, с пониманием, заботливо погружаясь в их коротенькие мысли и мотыльковые отношения.

## Интересные факты
Газета «Московский комсомолец» в апреле 1999 года писала:
…оказывается, именно Евгений Богданов в далеком 83-м году написал рассказ, получивший название „Сибирский цирюльник“ (напечатан в „Литературной газете“)…
─ Прошло время, и со мной связался кинорежиссер Василий Пичул, автор знаменитой „Маленькой Веры“, — рассказывает Евгений Богданов. — По мотивам рассказа мы написали киносценарий, сохранив оригинальное название. Но по разным причинам и на „Мосфильме“, и на студии им. Горького в постановке фильма нам отказали. И вот я совершенно случайно узнаю, что Никита Михалков намерен снимать кино под названием „Сибирский цирюльник“. Я позвонил ему на дачу и спросил, не мой ли рассказ ляжет в основу его сценария. „Нет!“ — решительно ответил Никита Сергеевич. „В таком случае, может быть, вы смените название?“ — „Даже не подумаю, — был ответ, — это ваши проблемы…“

## Семья
- Отец Николай Евгеньевич Богданов (1913—23.07.1942), педагог. В годы Великой Отечественной войны старший лейтенант, артиллерист (21-й артиллерийский полк 190-й стрелковой дивизии), погиб на войне, под Ленинградом.
- Мать Ольга Ивановна Трусова, педагог.
- Брат Валентин, заслуженный артист Украинской ССР.
- Брат Владислав, работал в Варгашах директором школы, на месте отца.
- Жена Янина Алексеевна[11].